# Голям манастир
Голям манастир е село в Югоизточна България. То се намира в община Тунджа, област Ямбол.

## География
Село Голям манастир е разположено в подножието на Манастирските възвишения (старо название Манастир баир). Макар и с неголяма височина (връх Калето – 600 м) се създава илюзията на високи върхове.
Самото възвишение е сякаш остров сред Горнотракийската низина, оградено отвсякъде с ниви, поляни и микроязовири. От възвишението се откриват прекрасни гледки към Сакар. Най-високият връх – Калето (Кале Баир), се нарича от местните хора „Вулкана“. Предполага се че преди много векове възвишенията са били остров, а върхът – действащ вулкан. В близост до самия връх има яма, за която се разказват легенди, че това е остатък от стария кратер на вулкана. Самите възвишения са покрити с необичайно големи камъни, сякаш остатъци от древна вулканична дейност. Има отлични условия за ловен туризъм.
Селището има поддържани шосета, които го свързват със съседните села: Генерал Тошево, Малък манастир, Крумово. На 14 км е разположен гр. Тополовград, а на 38 км – гр. Ямбол.
В близост до селото има железорудни находища с високо метално съдържание. Най-голямо е Крумовското находище, намиращо се в североизточното подножие на Манастирските възвишения. Запасите му възлизат на около 7,3 млн. тона. Минералният състав на рудата включва магнетит, пирит, халкопирит,
а съдържанието на желязо варира в широки граници. Добивът на желязна руда в Ямболска област след 1992 г. е преустановен като икономически неизгоден и поради изчерпване на запасите. Важно значение имат облицовъчните кариерни материали – мрамори и габро. Залежи на гранит, барит и габро има край селата Голям манастир и Генерал Тошево. Габрото е с утвърдено търсене на международните пазари поради високите си декоративни качества. Мрамор, извлечен от Манастирските възвишения, е използван при изграждането на модерния облик на много от централните площади на българските градове, напр. Благоевград.

## История
Поради стратегическата позиция на Манастирските възвишения, в подножието на които е днешното село, се предполага, че в миналото са били изградени укрепления. От тях обаче до днес е запазена само част от крепостна стена под самия връх.
Предполага се, че селището е получило името си благодарение на църква между върховете, от която са останали само няколко стени.
Село Голям манастир под името Светулка е описано в романа на писателя Никола Инджов „Възречени от Манастър“. То е мястото, където през 1925 г. се заселват бежанци от с. Манастир, Гюмюрджинско (Беломорска Тракия) по силата на спогодбата Моллов - Кафандарис, сключена според клаузите на Ньойския договор. На практика става размяна на българско и гръцко население. В тази история обаче има предпоставки от езотеричен характер, защото село Голям манастир е в подножието на Манастирските възвишения, а предишното село на днешните му жители – Манастир, Гюмюрджинско, според Никола Инджов е мястото, където е прекарал последните десет години от живота си Патриарх Евтимий. Близостта трябва да се търси във връзка с легендарната Паория – средище на църкви и манастири в Ранното средновековие, чието местонахождение според някои историци са именно Манастирските възвишения, а не Странджа планина. В Паория изгражда своята религиозна школа Григорий Синаит, тук се формират учителите на Патриарх Евтимий.
Никола Инджов въз основа на проучвания на топонимията на с. Манастир, Гюмюрджинско, фолклора на бежанците, някои краеведски бележки (Илко Димитров), стига до извода, че има народна памет за Патриарх Евтимий в беломорското село. Писателят с художествени средства описва движението на православно българско и гръцко население по орбитата на Патриарх Евтимий между Голям манастир и Манастир, още повече, че последното село е било метох на Бачковския манастир, независим през епохата на османската власт поради принадлежността си към диоцеза на Руско-грузинската църква, за който вече е доказано, че не е мястото с гроба на Патриарха. Тази своя хипотеза Никола Инджов развива и в студията си „Има народна памет за Патриарх Евтимий“, публикувана в книгата му „Приписки към времето“, ИК „Христо Ботев“ 2005 г.
До 1903 година за селището има много оскъдна информация. Било е село с предимно гръцкоговорещо население. Основно остават предания от местните хора и легенди:
- Легенда разказва, че под крепостта имало подземие, пълно със злато. Близо бил манастирът. От там започвало подземието. Мястото можело да се познае, кога вали дъжд. Там биели гръмотевиците...

- От римско време, по епиграфски паметници, е известен голям селищен център – Додопара. За него се предполага, че се намира на Манастирските възвишения, в близост до с. Голям манастир.

- „... на Голямоманастирския връх било намерено гърне с около сто сребърни монети от времето на владетеля Лизимах, които са в селото...“. Пътувания по България, акад. К. Иречек, София, 1947

В началото на 20 век от селото, попаднало в границите на България, започва преселение на гърци към Беломорска Тракия. Напуснатите къщи и плодородни ниви се заемат от българи, основно преселници от Тракия и Беломорска Македония.
По силата на Санстефанския договор селото попада в границите на България. След Берлинския конгрес от 1878 г. е в границите на автономната област Източна Румелия. След Съединението на Княжество България и Източна Румелия през 1885 г. е де факто в границите на България. Официално Източна Румелия става част от България след обявяването на независимостта през 1908 г.
През 1906 година в резултат на оказан натиск, от с. Голям манастир, дотогава преобладаващо гръцко, се изселват в Гърция (не в Беломорска Тракия, която по това време е била все още в Османската империя, а в района на тогавашна Северна Гърция, т.е. днешна централна Гърция) около 70 семейства (според някои автори 100 семейства), наброяващи около 700 души (едно семейство се е състояло от бащата, майката, децата им и внуците им). След пристигането им в Гърция са изпратени от гръцките власти в Навплио, Пелопонес, а след две години се заселват в село Сараслар (днешно Мегало Монастири – в превод голям манастир), окръг Лариса, а 20 семейства в други райони на Гърция. По-късно, през 1918 – 1925 година в Гърция се изселват останалите 350 гръцки семейства. От тях 150 семейства се установяват в село Трикала, община Александрия, окръг Иматия (Егейска Македония, западно от Солун), 120 семейства в Моноспита (Монощица), област Верия, 60 семейства в 12 Апостоли (Пела), малко на брой семейства в Монастираки, област Яница. Друга част се заселват в село Нео Монастири, община Тесалиотида, окръг Фтиотида. Общият брой на изселените гръцки семейства в периода 1906 – 1925 г. е 420.
Същевременно има сведения, че след Руско-турската война от 1828 – 1930 година много семейства от Голям манастир се изселват заедно с оттеглящите се руски войски в Бесарабия. Няма сведения за народността на тези семейства, но сред потомците на изселените в Русия няма гръкоезични.
Основният поминък е земеделието, добив на желязна руда, габро. Населението нараства до 1980 г., когато започва преселването на младите хора в големите градове. Селото обаче запазва своя облик въпреки затварянето на училището.

## Обществени институции
Построени са училище, детска градина, централен площад, читалище с киносалон, библиотека.

## Редовни събития
В селото се прави събор на Великден.